# Nomomyia murina
Nomomyia murina là một loài ruồi trong họ Asilidae. Nomomyia murina được Philippi miêu tả năm 1865.